# Otto Stertz
Otto Stertz  (* 1. Oktober 1847 in Ratibor, Provinz Schlesien; † 9. November 1918 in Jannowitz, Landkreis Hirschberg im Riesengebirge, Provinz Schlesien) war ein deutscher Kaufmann und Lepidopterologe.

## Leben
Otto Stertz absolvierte nach Beendigung seiner Schulzeit 1861 eine kaufmännische Lehre und machte sich 1874 mit der Firma Stertz & Mühmler mit Firmensitz in der Antonienstr. 27 in Breslau selbständig.
Er sammelte und züchtete ab 1877 Schmetterlinge der paläarktischen Region, wobei er seinen Sammlungsschwerpunkt auf Vertreter der Familie der Eulenfalter (Noctuidae)  legte und in der Zeit von 1888 bis 1911 zahlreiche entomologische Exkursionsreisen unternahm, die ihn zu Sammelzwecken 1888 und 1889 nach Südtirol, 1890 auf den Simplonpass und in das Berner Oberland, 1891 in das Ostseebad Cranz, 1892 in den Orient und nach Nordafrika, 1894 in die Walliser Alpen, 1895 und 1896 in das polare Norwegen, 1897 bis 1901 in die Schweiz, 1903 und 1904 nach Digne in Südfrankreich, 1906 auf die Insel Capri, 1907 nach Abazzia, 1908 nach Dalmatien, 1909 nach Palästina und 1910 und 1911 nach Algier und Tunis (Hammam R'hira) führten.
Otto Stertz war seit 1888 Mitglied des Vereins für schlesische Insektenkunde zu Breslau und seit 1901 Mitglied des Entomologischen Vereins Iris zu Dresden und ist in der Entomologie unter anderem Erstbeschreiber von Stilbia nisseni Stertz, 1914, und Conisania poelli (Stertz, 1915), beides Schmetterlinge (Nachtfalter) aus der Familie der Eulenfalter (Noctuidae).
Der österreichische Entomologe Hans Rebel benannte ihm zu Ehren im Jahr 1911 das Taxon Tephroclystia stertzi Rebel 1911, das heute in der Familie der Spanner als Eupithecia stertzi (Rebel, 1911) der Gattung der Blütenspanner zugeordnet wird.
Seine Lepidopteren-Sammlung wurde an den Schweriner Sammler K. Schumacher verkauft und ging 1926 als Bestandteil dessen 22 270 paläarktische Schmetterlinge umfassenden Sammlung an das Zoologische Museum Hamburg.

## Schriften (Auswahl)
- Drei neue Bombyciden-Formen des palaearktischen Faunen-Gebietes. In: Deutsche Entomologische Zeitschrift "Iris", 26, 1912, S. 26–28 (biodiversitylibrary.org)